# Triacanthagyna satyrus
Triacanthagyna satyrus – gatunek ważki z rodziny żagnicowatych (Aeshnidae). Występuje na terenie Ameryki Centralnej i Południowej – od południowo-wschodniego Meksyku po Peru.